# Ádám Vass
Ádám Vass (Kápolnásnyék, 9 september 1988) is een Hongaarse voetballer die in het seizoen 2013-14 enkele maanden uitkwam voor KV Oostende. Hij wordt doorgaans uitgespeeld als verdedigende middenvelder.

## Carrière

### Jeugd
Tussen 2003 en 2004 werd Vass opgeleid bij Ferencvárosi TC. In 2004 stapte hij over naar de jeugdreeksen van de Engelse voetbalclub Stoke City, waar hij tot 2007 bleef.

### Brescia Calcio
In 2007 ondertekende hij een contract bij het Italiaanse Brescia Calcio. Hij verbleef er vijf jaar, speelde mee in 136 wedstrijden en scoorde vier keer.

### CFR Cluj
In 2012 vertrok hij naar de Roemeense topclub CFR Cluj, waar hij in amper vijftien wedstrijden mocht meespelen. Sinds medio 2013 zat hij zonder club.

### KV Oostende
In het najaar van 2013 ondertekende hij een contract voor één jaar, met een optie voor twee bijkomende seizoenen, bij de Belgische promovendus KV Oostende. Hij maakte zijn debuut in de competitiewedstrijd tegen KV Mechelen. In januari '14 werd zijn contract, na amper enkele maanden, al ontbonden.

## Internationaal
Sinds 2006 kwam hij elf keer uit voor het Hongaarse voetbalelftal, hij maakte zijn debuut tegen Canada.